# Muhteşem Yüzyıl: Kösem
Muhteşem Yüzyıl: Kösem é uma telenovela turca exibida entre 12 de novembro de 2015 e 27 de junho de 2017.

## Enredo
Anastasia (também conhecida como Nasia), é uma menina grega de 13 anos de idade que vive uma vida campestre em Tinos. Anteriormente, ela foi pintada com um cordeiro em suas mãos. Esta pintura foi mais tarde enviada para o Palácio de Topkapi, onde foi descoberta por Ahmed, o jovem sultão otomano, que acaba de subir ao trono. Devido à impressão causada sobre ele, Safiye Sultan ordenou que a menina fosse trazida para o palácio de Topkapi. Nasia mostrou-se desagradável, de personalidade impetuosa e infantil, já que esta era a primeira vez que ela encarava dificuldades reais. Ela jurou que voltaria para sua casa. Quando ela chegou ao palácio, Ahmed começou a visitá-la com mais frequência. Como Anastasia nunca experimentou o amor antes, ela rejeitou o amor de Ahmed, mas depois começou a explorar o significado do amor, e começou a "crescer". Por causa de seus sentimentos por Ahmed, ela mudou de ideia, e percebeu que eles estão destinados um ao outro. Nasia até arriscou sua vida por seu amante. Devido à sua bravura e aparente invulnerabilidade, ela tornou-se mais e mais poderosa. Nasia mudou seu nome para Kösem, e, eventualmente, se tornou a mais poderosa Sultana na história otomana.

## Elenco
| Ator/Atriz             | Personagem          | Temporadas |
| ---------------------- | ------------------- | ---------- |
| Beren Saat             | Kösem Sultan        | 1          |
| Anastasia Tsilimpiou   | Kösem Sultan        | 1          |
| Hülya Avşar            | Safiye Sultan       | 1          |
| Ekin Koç               | Sultan Ahmed I      | 1          |
| Boran Kuzum            | Sultan Mustafa I    | 1          |
| Tülin Özen             | Handan Sultan       | 1          |
| Aslıhan Gürbüz         | Halime Sultan       | 1          |
| Vildan Atasever        | Hümaşah Sultan      | 1          |
| Gülcan Arslan          | Fahriye Sultan      | 1          |
| Berk Cankat            | İskender/Alex/Yahya | 1          |
| Erkan Kolçak Köstendil | Şahin Giray Han     | 1          |
| Kadir Doğulu           | Mehmed III Giray    | 1          |
| Mete Horozoğlu         | Zülfikar Pasha      | 1          |
| Mehmet Kurtuluş        | Derviş Mehmed Pasha | 1          |
| Öykü Karayel           | Dilruba Sultan      | 1          |
| Taner Ölmez            | Şehzade Osman       | 1          |
| Burak Dakak            | Şehzade Mehmed      | 1          |
| Mustafa Üstündağ       | Kara Davud Pasha    | 1          |
| Cihan Ünal             | Kuyucu Murad Pasha  | 1          |
| Esra Dermancıoğlu      | Cennet Hatun        | 1          |
| Nadir Sarıbacak        | Bülbül Ağa          | 1          |
| Ahsen Eroğlu           | Meleki Hatun        | 1          |
| Dilara Aksüyek         | Mahfiruze Sultan    | 1          |
| Ayça Kuru              | Gülbahar Sultan     | 1          |
| Hakan Şahin            | Hacı Ağa            | 1          |
| Emre Erçil             | Reyhan Ağa          | 1          |
| Ebru Ünlü              | Eycan Hatun         | 1          |
| Meray Ülgen            | Kalenderoğlu Mehmed | 1          |
| Eylem Yıldız           | Menekşe Hatun       | 1          |
| Şahin Sekman           | Lala Ömer Efendi    | 1          |

## Exibição
| País                   | Emissora | Ano de estreia |
| ---------------------- | -------- | -------------- |
| Turquia                | Star TV  | 2015-presente  |
| Kosovo                 | RTV21    | 2016-presente  |
| Liga de Estados Árabes | OSN      | 2016-presente  |
| Polónia                | TVP1     | 2016-presente  |
| Hungria                | TV2      | 2016-presente  |
| Rússia                 | Domashny | 2016-presente  |